# Miss Polski 2013
Miss Polski 2013 – dwudziesta czwarta gala konkursu Miss Polski, która odbyła się 8 grudnia 2013 roku, po raz drugi w Orlen Arenie w Płocku. W konkursie wzięły udział 24 kandydatki wybrane w eliminacjach regionalnych konkursów Miss Polski..
Galę poprowadzili prezenterka telewizyjna Paulina Sykut-Jeżyna oraz prezenter Krzysztof Ibisz. Transmisję przeprowadziła telewizja Polsat. Podczas gali konkursowej wystąpili: Rafał Brzozowski, zespół Pectus oraz zespół BE.MY.
Miss Polski 2013 została 21-letnia Miss Ziemi Łódzkiej 2013, pochodząca z Piotrkowa Trybunalskiego – Ada Sztajerowska. Zwyciężczyni oprócz tytułu otrzymała w nagrodę samochód Chevrolet Spark.

## Rezultat finałowy
| Rezultat         | Kandydatka                                                                                    |
| Miss Polski 2013 | - Ada Sztajerowska                                                                            |
| 1. wicemiss      | - Paulina Maślanka                                                                            |
| 2. wicemiss      | - Anna Pabiś                                                                                  |
| 3. wicemiss      | - Karolina Ladzińska                                                                          |
| 4. wicemiss      | - Anna Pyrek                                                                                  |
| Top 10           | - Natalia Kaźmierczak - Viktoria Lagonda - Kinga Rojek - Katarzyna Sikorska - Natalia Tomczyk |

### Wyróżnienia
| Wyróżnienie                  | Kandydatka         |
| Miss widzów telewizji Polsat | - Anna Pyrek       |
| Miss Wirtualnej Polski       | - Paulina Maślanka |

## Lista kandydatek
24 kandydatki konkursu Miss Polski 2013:
| Nr | Województwo         | Kandydatka           | Wiek | Wzrost | Miejscowość          |
| -- | ------------------- | -------------------- | ---- | ------ | -------------------- |
| 1  | Wielkopolskie       | Izabela Dembicka     | 22   | 1.76   | Kalisz               |
| 2  | Kujawsko-pomorskie  | Martyna Grzębska     | 18   | 1.74   | Toruń                |
| 3  | Dolnośląskie        | Marta Haruk          | 22   | 1.78   | Wałbrzych            |
| 4  | Warmińsko-mazurskie | Karolina Hennig      | 22   | 1.79   | Elbląg               |
| 5  | Wielkopolskie       | Ewelina Janiak       | 19   | 1.74   | Kalisz               |
| 6  | Pomorskie           | Natalia Kaźmierczak  | 19   | 1.73   | Bytów                |
| 7  | Podlaskie           | Paulina Kurzynowska  | 21   | 1.68   | Suwałki              |
| 8  | Śląskie             | Katarzyna Kwaśny     | 18   | 1.73   | Jasienica            |
| 9  | Kujawsko-pomorskie  | Angelika Kwiatkowska | 20   | 1.80   | Lipno                |
| 10 | Podlaskie           | Karolina Ladzińska   | 19   | 1.73   | Grajewo              |
| 11 | Podlaskie           | Viktoria Lagonda     | 21   | 1.80   | Białystok            |
| 12 | Pomorskie           | Magdalena Litewska   | 23   | 1.75   | Reda                 |
| 13 | Małopolskie         | Paulina Maślanka     | 19   | 1.78   | Brzeszcze            |
| 14 | Śląskie             | Klaudia Musiał       | 19   | 1.73   | Będzin               |
| 15 | Opolskie            | Anna Pabiś           | 24   | 1.70   | Głuchołazy           |
| 16 | Pomorskie           | Paulina Płoska       | 18   | 1.80   | Gdańsk               |
| 17 | Łódzkie             | Anna Pyrek           | 20   | 1.70   | Łódź                 |
| 18 | Śląskie             | Kinga Rojek          | 20   | 1.73   | Sosnowiec            |
| 19 | Dolnośląskie        | Katarzyna Sikorska   | 22   | 1.71   | Wrocław              |
| 20 | Łódzkie             | Ada Sztajerowska     | 21   | 1.77   | Piotrków Trybunalski |
| 21 | Podlaskie           | Joanna Szyłkowska    | 19   | 1.76   | Suwałki              |
| 22 | Wielkopolskie       | Natalia Tomczyk      | 22   | 1.80   | Luboń                |
| 23 | Śląskie             | Monika Walkarz       | 21   | 1.76   | Kamesznica           |
| 24 | Łódzkie             | Marta Wieruszewska   | 18   | 1.75   | Łódź                 |

## Jurorzy
- Lech Daniłowicz – prezes i właściciel firmy Missland
- Klaudia Wiśniowska – 2. wicemiss Miss Globe 2013
- Sławomir Stopczyk – właściciel marki Stoper
- Isabel Avoro Ela Mitogo – Miss Gwinei Równikowej 2013
- Marek Nowotny – przedstawiciel firmy Image
- Lech Klimkowski – przedstawiciel firmy Indykpol
- Agnieszka Trusiewicz – dyrektor marketingu firmy Pretty One
- Robert Czepiel – dyrektor generalny Jubiler Schubert
- Ewa Minge – projektantka mody
- Katarzyna Krzeszowska - Miss Polski 2012
- Gerhard Parzutka von Lipiński – prezes konkursu Miss Polski

## Międzynarodowe konkursy
| Kandydatka       | Konkurs                         | Rezultat     |
| ---------------- | ------------------------------- | ------------ |
| Ada Sztajerowska | Miss World 2014                 | –            |
| Ada Sztajerowska | Miss Supranational 2015         | Top 20       |
| Anna Pabiś       | Miss All Nations 2014           | Top 8        |
| Anna Pabiś       | Miss Tourism International 2014 | –            |
| Katarzyna Kwaśny | Bride of the World 2014         | 1. wicebride |
| Paulina Płoska   | Miss Globe 2014                 | Top 10       |